# Национальная ассоциация харизматических и христианских церквей
Национальная ассоциация харизматических и христианских церквей (англ. The National Association of Charismatic and Christian Churches, NACCC) — межцерковная организация в Гане.

## Происхождение
Ассоциация играет надзорную роль, обеспечивая соблюдение священнослужителями высоких моральных стандартов. Протестантские церкви в Гане принадлежали Христианскому совету Ганы или «Совету пятидесятников и харизматов Ганы» (GPCC) до основания ассоциации. Ассоциация была основана 1 декабря 1999 года Дагом Хьюард-Миллсом, который также дважды избирался председателем. Слово «христианин» было включено в название, чтобы показать, что организация открыта для церквей, разделяющих её видение, даже если они не считают себя харизматическими. Ассоциация определила одну из своих целей как содействие тесному сотрудничеству между своими членами и другими зонтичными церковными организациями.

## История
«Национальная ассоциация харизматических и христианских церквей» и «Совет пятидесятников и харизматов Ганы» стали играть важную роль в свидетельствовании в Гане. Старшие классические пятидесятники принадлежат к «Совету пятидесятников и харизматов Ганы», а более молодые, независимые харизматические служения являются членами ассоциации. К маю 2006 года ассоциация зарегистрировала 119 церквей-членов. Большинство членов нео-пятидесятники. В августе 2003 года Стив Менса из Христианского евангелизационного служения (англ. Christian Evangelistic Ministry, CEM) был избран председателем ассоциации на двухлетний срок по итогам четырёхдневной ежегодной конференции, заменив Дага Хьюарда-Миллса из Lighthouse Cathedral. С 2004 года ассоциация организовала христиан страны всенощные молитвенные бдения. По состоянию на 2015 год председателем ассоциации был архиепископ Николас Дункан-Уильямс.